# Stråkkvintett
En stråkkvintett är en musikensemble bestående av fem stråkinstrument. Kvintetten består i regel av en stråkkvartett med en extra viola. Ibland kan det femte instrument i stället vara en extra cello eller en kontrabas.
Även en komposition för en sådan ensemble kallas stråkkvintett. Bland kompositörer som skrivit stråkkvintetter kan nämnas Beethoven, Boccherini, Brahms, Dvořák, Mendelssohn, Mozart och Nielsen. Vissa kompositörer som är kända för sina stråkkvartetter skrev inga stråkkvintetter alls, till exempel Haydn, Bartók och Sjostakovitj.